# Marc P. Sahli

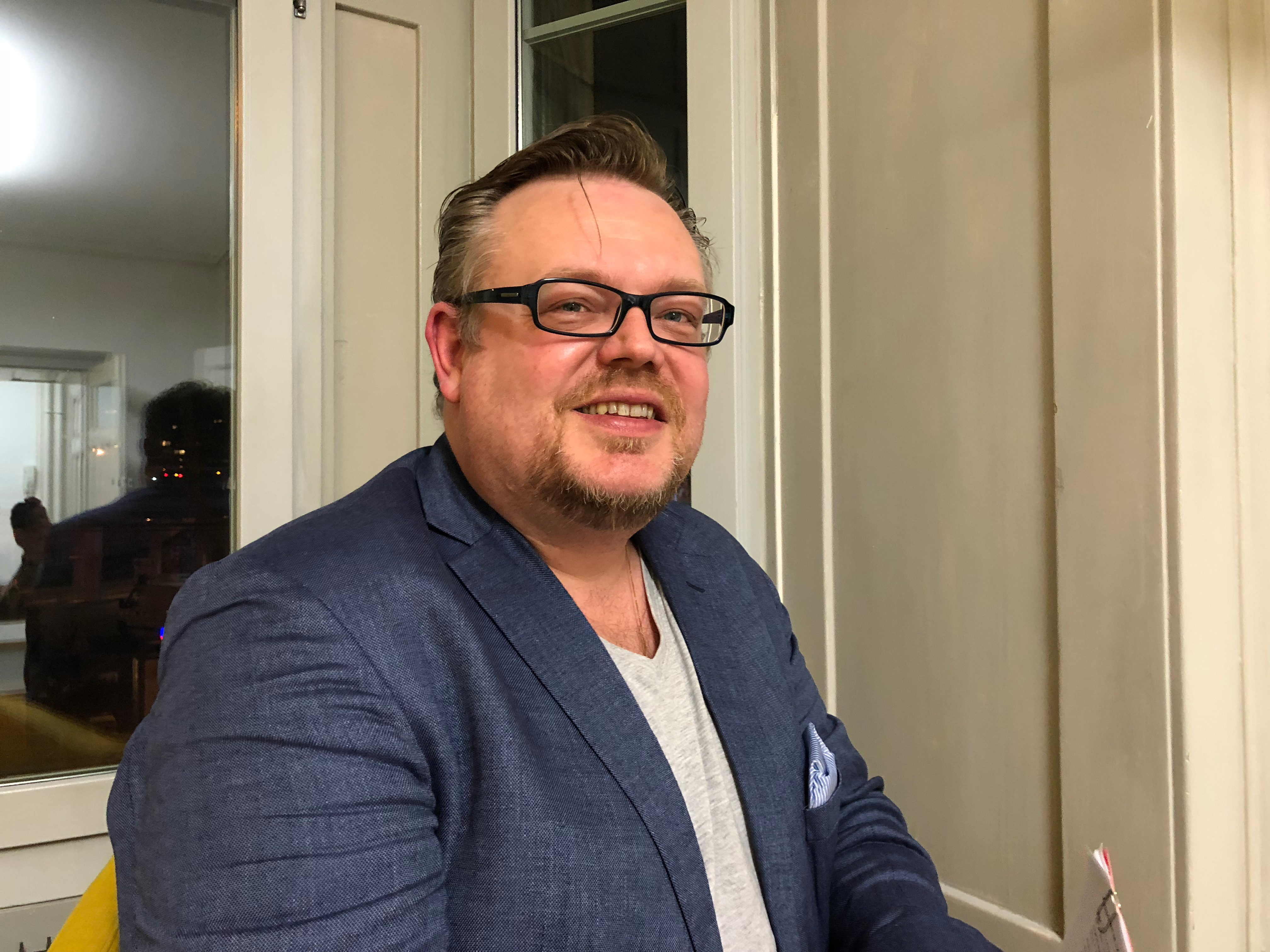
Marc P. Sahli im Herbst 2017

Marc Pascal Sahli (* 5. November 1972 in Bern) ist ein Schweizer Schriftsteller, der insbesondere Kurzgeschichten, sogenannte Prosaminiaturen verfasst. Er lebt in der Region Bern.

## Leben
Marc Sahli ist in Oberbipp aufgewachsen und arbeitete nach der Ausbildung in der Verwaltung. 1987 begann er, sich malerisch und photographisch zu betätigen. Seit 1996 schreibt er. Daneben beschäftigt er sich mit Foto, Film, Malerei und diversen anderen Medien; Ausstellungen hatte er unter anderem auch im Kosovo.
In den Jahren 2000 bis 2015 arbeitete er für das Eidgenössische Departement für auswärtige Angelegenheiten, davon mehrere Jahre in Moskau, Tripolis und Pristina. Diese Auslandaufenthalte beeinflussten sein kommendes Schaffen stark. Er beschreibt in kurzen Geschichten Alltagsszenen, beobachtet das Miteinander der Menschen und die verschiedenen Kulturen. Seine Texte überarbeitet er zum Teil während Jahren immer wieder.

«Seine Sicht der Welt ist eine kritische, seine Haltung oft eine ironische, nie jedoch auf verletzende Art … Seine ‹Logographien› sind auch ein starker Appell für mehr Toleranz dem Fremden, Anderen gegenüber.»

Sahli publiziert zudem in verschiedenen Literaturzeitschriften, früher auch Kolumnen in Tageszeitungen.

## Werk
- Wortanschlag. 1999.
- Kunst-Wort / Wort-Kunst. 1999.
- Wortanschlag zum II. 2000.
- E-Mail Art. CD mit Benjamin Fay. Künstlerhaus S11, Solothurn 2000.
- Marc P. Sahli. Hörbuch auf CD. Künstlerhaus S11, Solothurn 2003.
- Eine lautere Stille sollte da sein. Lena Grafik, Pristina 2012.
- Fotografiekatalog 2000–2013. Lena Grafik, Pristina 2013.
- Logographien. Prosaminiaturen aus der Schweiz, Russland, Libyen und Kosovo 1999–2012. KaMeRu, Zürich 2014, ISBN 978-3-906739-96-0.
- Vielleicht ein anderer Augenblick. KaMeRu, Zürich 2022, ISBN 978-3-906082-50-9.
- Silberkaskaden im Wasserspiegel. Mit 23 Illustrationen. Eigenverlag, 2024, ISBN 978-3-7583-2824-4.